# General Leonidas Plaza Gutiérrez
General Leonidas Plaza Gutiérrez è una parrocchia urbana dell'Ecuador, capoluogo del cantone di Limón Indanza, nella provincia di Morona-Santiago.